# Điện mặt trời Thuận Nam 19
Điện mặt trời Thuận Nam 19 là nhà máy điện mặt trời xây dựng trên vùng đất xã Phước Minh huyện Thuận Nam tỉnh Ninh Thuận .
Điện mặt trời Thuận Nam 19 có công suất lắp máy 49 MW, khởi công tháng 4/2018, hoàn thành tháng 5/2019. Dự án có diện tích làm việc khoảng 73,5 ha .